# Blitzingen

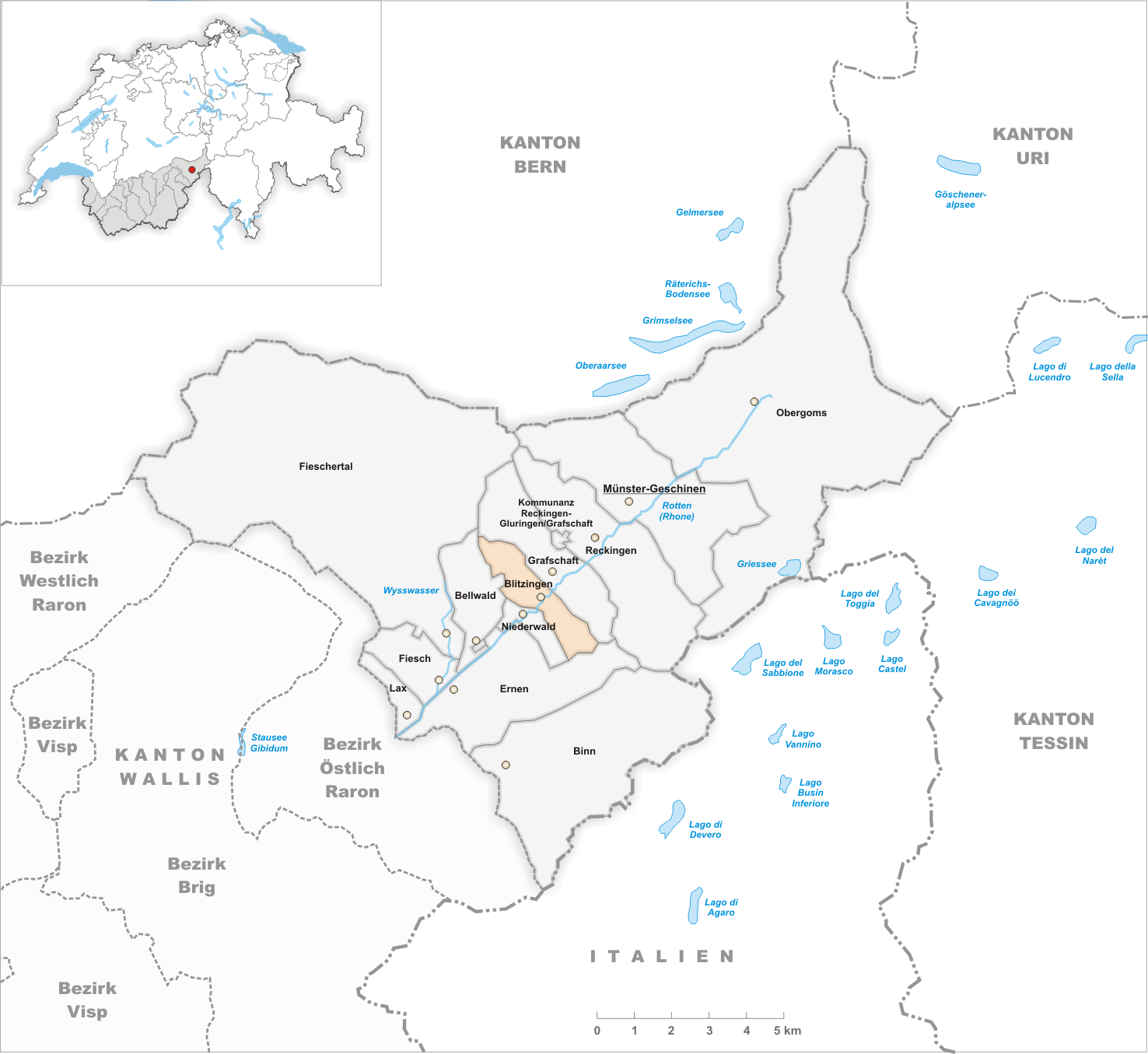
Gemeindestand vor der Fusion am 1. Januar 2017

Blitzingen (walliserdeutsch: Blitzige [ˈblitsigə]) ist eine Ortschaft in der Walliser Munizipalgemeinde Goms sowie eine Pfarrgemeinde des Dekanats Ernen. Bis am 31. Dezember 2016 bildete es eine eigene Munizipalgemeinde.

## Geschichte
Zum ersten Mal wird Blitzingen urkundlich erwähnt im Jahre 1347. Es handelt sich um einen -ingen-Namen, der zu einem Personennamen wie etwa *Blitzo oder ähnlich gebildet worden ist und damit «bei den Leuten des Blitzo» bedeuten würde.
Im September 1932 vernichtete ein Grossbrand weite Teile des Dorfes, das aber innerhalb eines Jahres im Walliser Stil wieder aufgebaut wurde.
Am 1. Januar 2017 fusionierte die bisherige Munizipalgemeinde Blitzingen mit den Munizipalgemeinden Grafschaft, Münster-Geschinen, Niederwald und Reckingen-Gluringen zur neuen Gemeinde Goms. Zur ehemaligen Gemeinde gehören neben Blitzingen selbst die bis 1848 selbständigen Dorfschaften Bodme, Wiler, Ammern und Gadmen.

## Bevölkerung
| Bevölkerungsentwicklung | Bevölkerungsentwicklung | Bevölkerungsentwicklung | Bevölkerungsentwicklung | Bevölkerungsentwicklung | Bevölkerungsentwicklung | Bevölkerungsentwicklung | Bevölkerungsentwicklung | Bevölkerungsentwicklung | Bevölkerungsentwicklung |
| ----------------------- | ----------------------- | ----------------------- | ----------------------- | ----------------------- | ----------------------- | ----------------------- | ----------------------- | ----------------------- | ----------------------- |
| Jahr                    | 1850                    | 1880                    | 1900                    | 1950                    | 2000                    | 2010                    | 2010                    | 2014                    | 2016                    |
| Einwohner               | 152                     | 208                     | 190                     | 180                     | 90                      | 75                      | 74                      | 80                      | 74                      |

## Tourismus

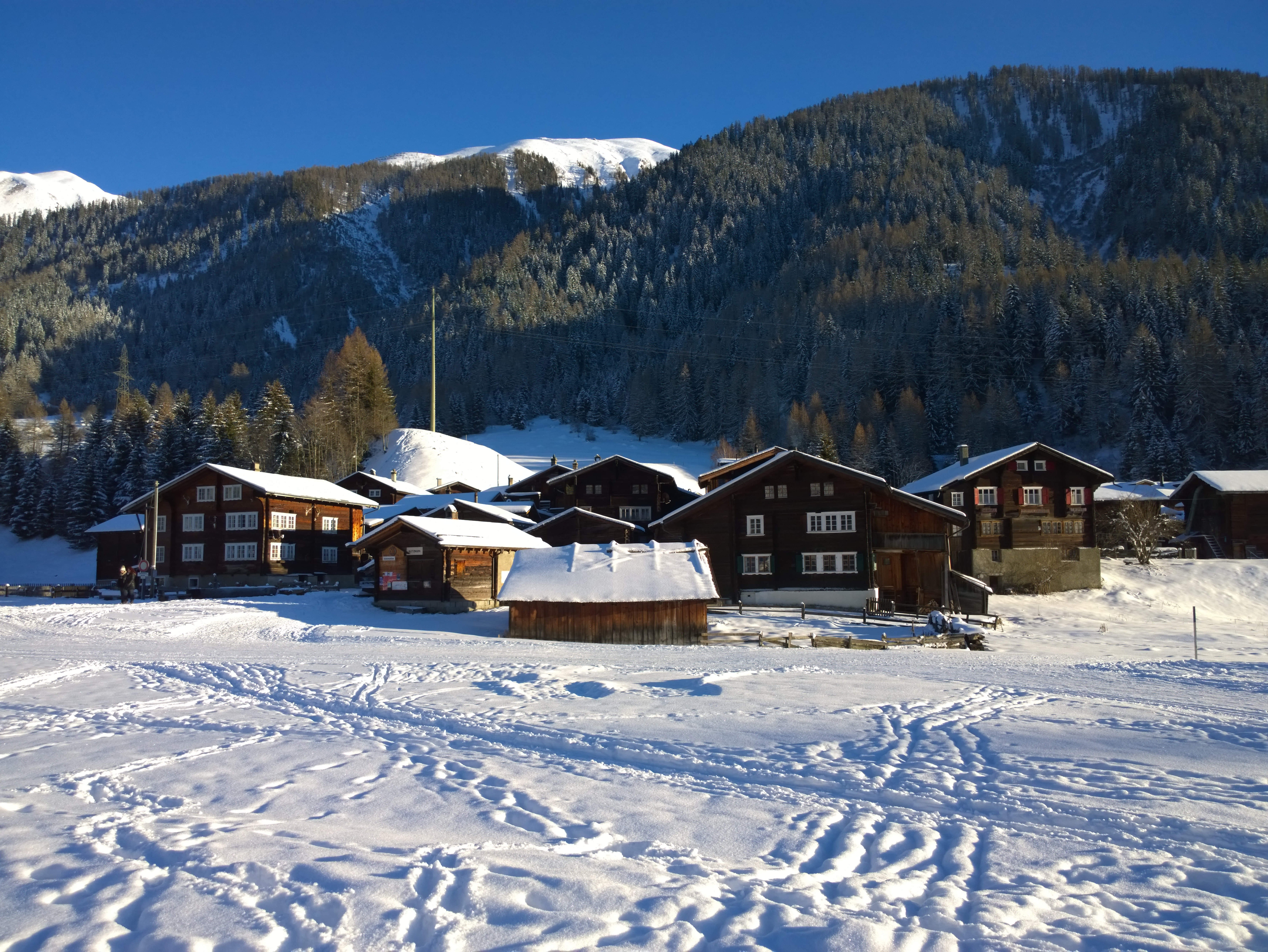
Blitzingen im Winter (2015)

Blitzingen ist der Startort des seit 1973 alljährlich stattfindenden Gommerlaufs, mit rund 1800 Teilnehmern eine der grössten Skilanglaufveranstaltungen der Schweiz. Er findet jeweils am letzten Februarwochenende statt. Blitzingen liegt an der Langlaufloipe Goms, mit rund 100 km eines der grössten Langlaufgebiete der Schweiz.

## Persönlichkeiten
- Alexander Seiler (1819–1891), Hotelpionier in Zermatt und Gletsch, Grossrat (1869–1891)